# Лоран Баттле
Лоран Баттле (фр. Laurent Batlles, нар. 23 вересня 1975, Нант) — французький футболіст, що грав на позиції півзахисника.
Виступав, зокрема, за клуби «Тулуза», «Марсель» та «Бордо».

## Ігрова кар'єра
Незважаючи на те, що народився в Нанті, Баттле є вихованцем «Тулузи». У складі дорослої команди «Тулузи» дебютував 1994 року у матчі проти «Ліону», який його команда програла. В «Тулузі» провів п'ять сезонів, взявши участь у 159 матчах чемпіонату.
Своєю грою за цю команду привернув увагу представників тренерського штабу клубу «Бордо», до складу якого приєднався 1999 року. Відіграв за команду з Бордо наступні три сезони своєї ігрової кар'єри.
Згодом з 2002 по 2010 рік грав у складі команд клубів «Ренн», «Бастія», «Марсель», «Тулуза» та «Гренобль». 2005 року, будучи гравцем «Марселю» отримав нагороду за найкращий гол Ліги 1. 
Завершив професійну ігрову кар'єру у клубі «Сент-Етьєн», залишившись працювати у структурі клубу. 

## Титули і досягнення
- Переможець Кубка Інтертото (1):

Олімпік (Марсель): 2005